# Biblioteca Ulpia

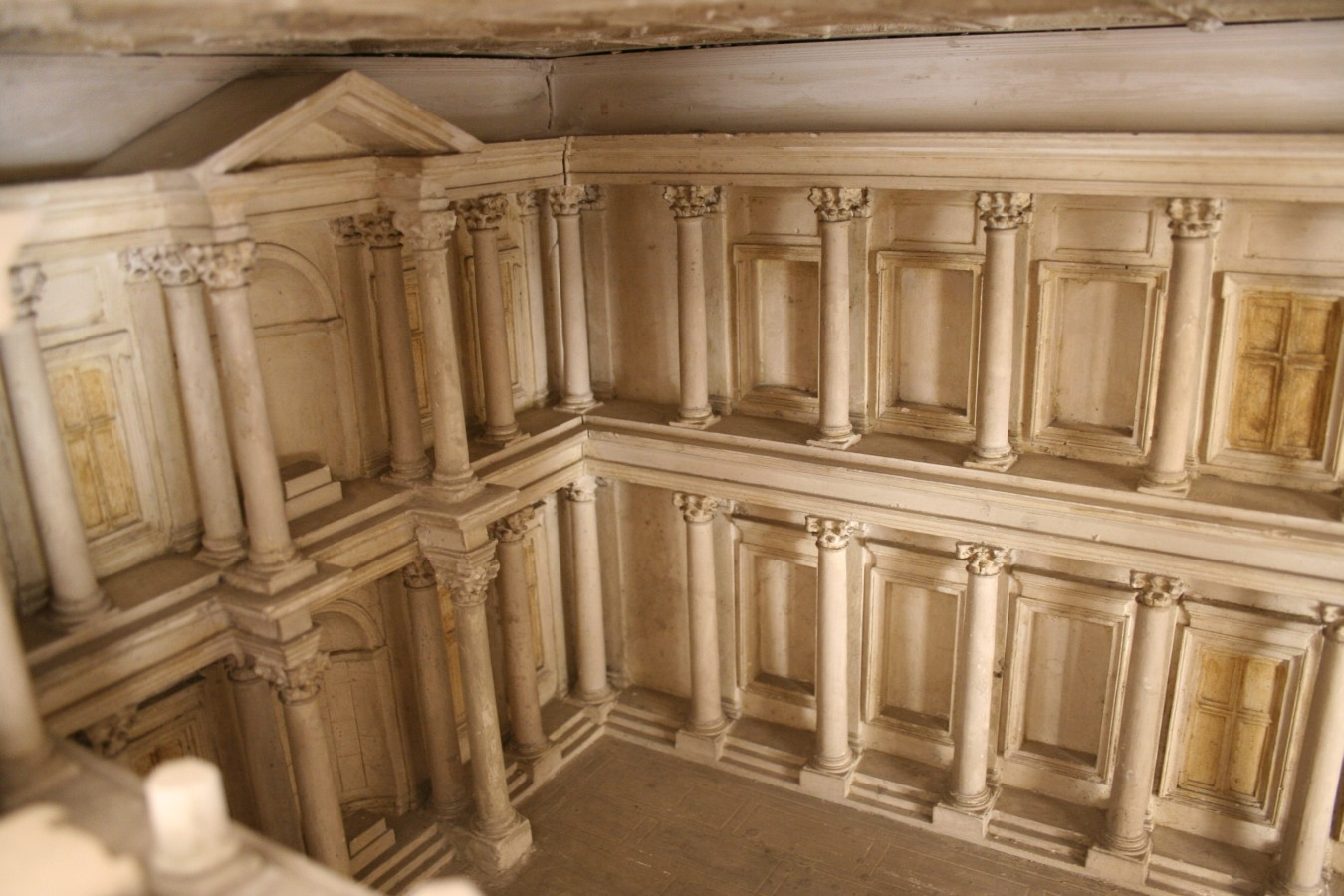
Model en 3D de l'interior de la biblioteca

La biblioteca Ulpia, fundada per l'emperador Trajà l'any 114 en el Fòrum de Trajà de l'antiga Roma, és reconeguda com una de les biblioteques més eminents i cèlebres de l'Antiguitat. Després de la destrucció de la Biblioteca d'Alexandria en el segle iii, va tenir un paper crucial en el patrimoni cultural del món occidental. Destaca per ser l'única biblioteca romana que perdurà fins a la caiguda de Roma a mitjan segle v.

## Història
L'any 112, l'emperador Trajà encarregà la construcció d'una biblioteca al nord del Fòrum Romà. La construcció s'acabà l'any 114. La Biblioteca Ulpia era la biblioteca principal, un centre acadèmic de Roma, i l'Oficina de Registres Públics, amb més de 20.000 rotlles de registres sobre la població de la ciutat. La biblioteca també tenia premses per a emmagatzemar tant rotlles com llibres. Durant les excavacions, es van descobrir rastres d'aquestes premses. Es creu que la col·lecció de llibres i rotlles que no pertanyien a registres públics era la biblioteca privada d'Epafrodit de Queronea, que contenia més de 30.000 llibres i rotlles.
A principis del segle iv, el contingut de la Biblioteca Ulpia es traslladà a les Termes de Dioclecià, potser per reparar-la, ja que el contingut s'hi retornà més tard. Els registres mostren que l'any 455 es va ordenar allí un bust de Didoni Apollinar per ordre de l'emperador Avit.

## Disseny de la biblioteca

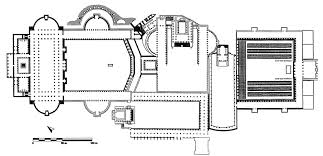
Planta del Fòrum de Trajà. A l'esquerra de la planta hi ha les dues sales de la biblioteca

Seguint la tradició de les grans biblioteques romanes, la Biblioteca Ulpia dividia les col·leccions en llatí i grec, situades en espais oposats separats per un pati amb columnes al costat de la Columna de Trajà. Aquesta estructura de dos pisos aprofitava la llum natural amb alts sostres voltats, amb nínxols per als llibres i rotlles. Les passarel·les permetien l'accés a les prestatgeries, i als extrems n'hi havia estàtues, segurament de Trajà i potser de Minerva. Cada biblioteca devia contenir uns deu mil rotlles, a més a més de documents significatius, com ara edictes i decrets, així com obres destacades com l'autobiografia de Cèsar i els comentaris de Trajà sobre les guerres dàcies. El disseny, que prioritzava l'estètica i la funcionalitat per a la lectura, no considerava l'expansió de la col·lecció.

## Reconstrucció

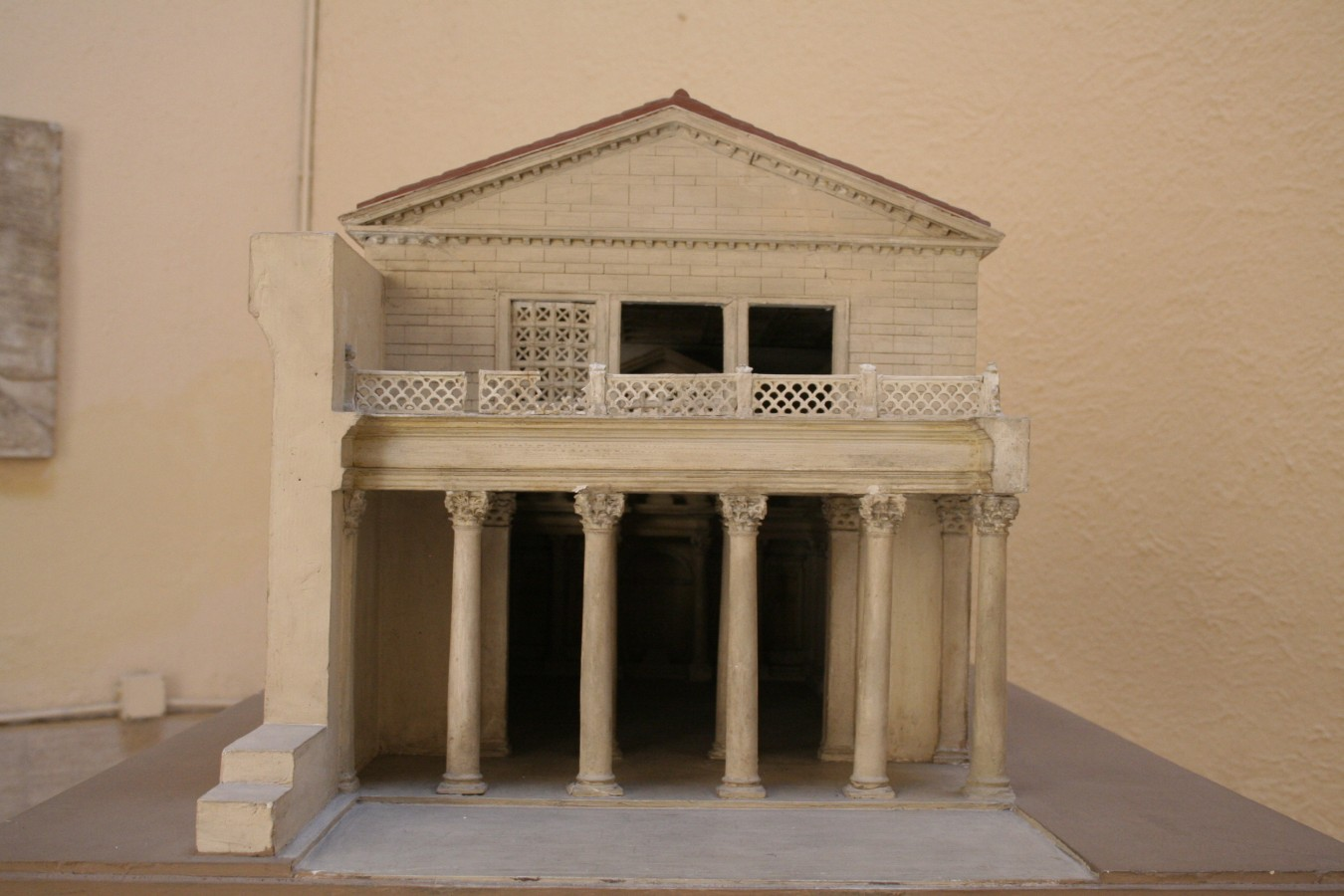
Model en 3D de l'exterior de la biblioteca

Hi ha reconstruccions tant digitals com físiques que mostren la vista exterior i interior de la biblioteca. La reconstrucció digital fa un recorregut per dins de la biblioteca occidental (grega), pel que haurien estat pantalles de bronze cap al pòrtic, en què es pot veure la base de la Columna de Trajà. La biblioteca s'orienta cap a l'est, com recomanava Vitruvi per a les biblioteques, les pantalles en tallaven l'accés quan la biblioteca era tancada i, amb l'alt sostre voltat, aprofitaven la llum del dia. La conservació de parts del terra i del podi d'un dels murs ha permés reconstruir-ne digitalment l'interior.